# 神戸ポートタワーホテル
神戸ポートタワーホテル (こうべポートタワーホテル、英: Kobe PortTower Hotel) は、兵庫県神戸市中央区波止場町にあるビジネスホテル。ホテルアベストの代表的なホテルである。運営は株式会社アベストコーポレーション。

## 特徴
2009年（平成21年）5月26日、兵庫県神戸市中央区の神戸タワーサイドホテルを改装し、リニューアルオープンさせたホテルである。
13階建てのホテルで、客室数は161室。レストラン、ナイトラウンジ、トレーニングジムなどをはじめとした様々な施設を有しているのが特徴。また、宿泊客の車の窓拭きを行うなど、小回りの利いたサービスも確認されている。
2012年（平成24年）5月20日には、ホテル6階を高齢者向け施設に改築、機能維持・回復型リハビリデイサービスなども同時にスタートした。

## 沿革
神戸港振興協会（神戸市の外郭団体）により建設された神戸タワーサイドビルにおいて1970年4月に「神戸タワーサイドホテル」として開業（併設の旅館部分は「みなと旅行会館」の名称で運営）。当初、運営は阪神電気鉄道の子会社である株式会社神戸ホテル阪神が担った。大阪万博が開催されていた初年度は順調に利用客を集めたが、その後は景気の後退も手伝い経営不振となったため、阪神は1976年に撤退した。
阪神撤退後、神戸市民生活協同組合、さらに1977年から神戸協同興業株式会社（のちの神戸マリンホテルズ株式会社）、さらに2002年から神戸タワーサイドホテル株式会社が運営してきたが、2008年に同社は経営破綻し閉鎖された。これに伴い、公募により新たな運営者を募集し、アベストコーポレーションを新運営者として選定。2009年より「神戸ポートタワーホテル」として再スタートを切った。
なお、土地建物は神戸港振興協会と神戸市の区分所有（1972年以降）であったが、神戸市の外郭団体の事業見直しに伴い、2012年にアベスト側に売却された。

## 客室
- 3階 - 4階 、7階 - 12階

## レストラン・ラウンジ・バー
- 神戸ポートキッチン（レストラン）2階
- ハイドアウト（レストラン・バー）13階
- なごみ亭（ミニ居酒屋）3階

## その他施設
- フロント 1階
- 大浴場3階
- トレーニングジム ４階

## アクセス
鉄道
- JR・阪神元町駅 徒歩10分
- 神戸市営地下鉄海岸線みなと元町駅 徒歩4分
- 阪急花隈駅 徒歩10分

その他
- 駐車場は先着25台限定となっている。